# Хедльнар
Хедльнар (исл. Hellnar) — старинная рыбацкая деревня на западе Исландии, расположенная на полуострове Снайфедльснес.
Первое упоминание о населённом пункте датируется ок. 1560. Долгое время Хедльнар являлся основным пунктом для захода рыболовных судов на полуострове. Здесь располагались фермы крестьян, велась торговля с прибывшими. По переписи 1703 население составляло 194 человека, которые владели 38 хозяйствами (в том числе сельскохозяйственными и рыболовными).

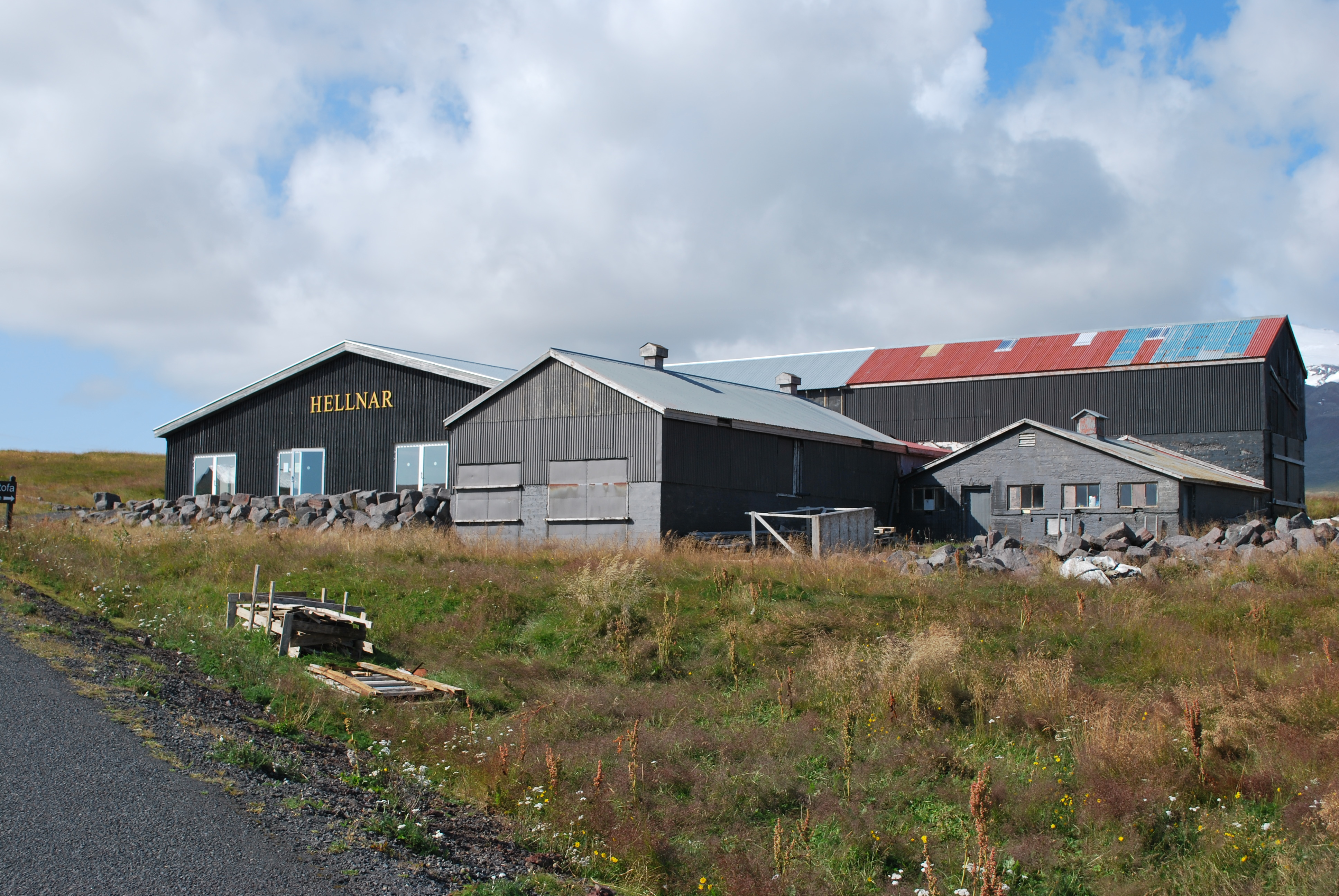
Местный музей

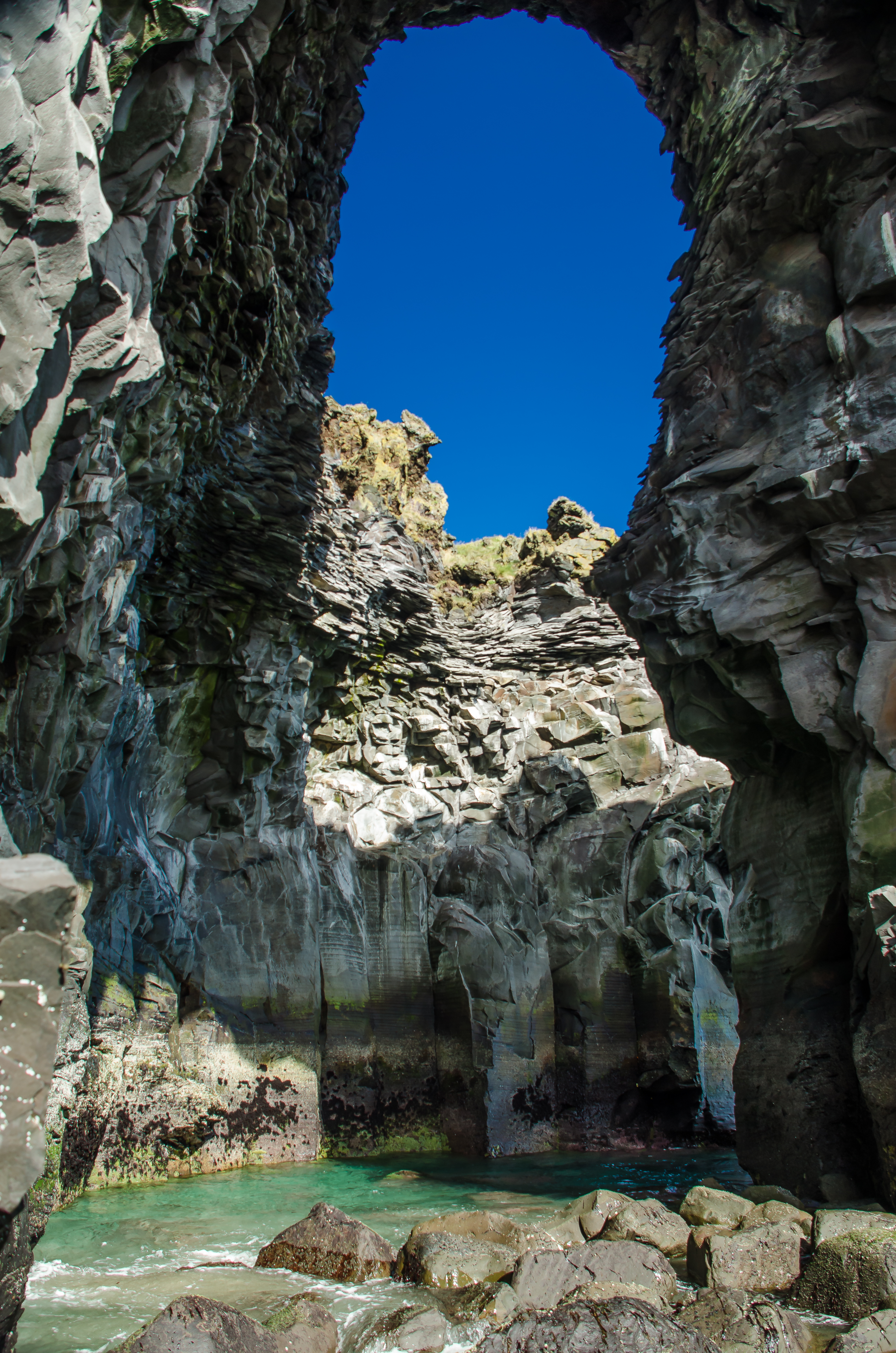
Вход в пещеру Бадсдова

Сейчас Хедльнар по сути превращён в музей. Неподалёку от деревни находится ледник Снайфедльсйёкюдль. Из других достопримечательностей стоит также отметить пещеру Бадстова (исл. Baðstofa), освещение внутри которой меняется в зависимости от времени суток; а также небольшой родник, посвящённый Деве Марие. Имеется музей, гостиница, кафе, открытые в летний период. Есть маленькое кладбище.